# Властелин разметки
«Властелин разметки» (англ. Prince Avalanche) — камерная трагикомедия 2013 года, снятая режиссёром Дэвидом Гордоном Грином. В главных и фактически единственных ролях Пол Радд и Эмиль Хирш. Режиссёрская работа принесла Грину приз Берлинского кинофестиваля «Серебряный медведь».

## Сюжет
Летом 1988 года серьёзный и задумчивый Элвин (Пол Радд) и брат его девушки, вялый и неуверенный Лэнс (Эмиль Хирш), оставив город позади, занялись монотонной работой — перекраской дорожной разметки на разорённых пожаром автомагистралях парка в Техасе. В ходе погружения в свою работу на фоне замечательного пейзажа они узнают больше друг о друге, чем хотят. Элвин пишет письма и посылает деньги своей девушке, в то время как Лэнс ждёт не дождётся выходных, чтобы выехать в город.
Они встречают только одного человека — водителя грузовика, который угощает их домашней выпивкой, а затем исчезает так же внезапно, как и появился. Время от времени появляется пожилая владелица разрушенного дома, которая может быть и призраком. В результате разных перипетий дружба Элвина и Лэнса, полушутя рассуждающих о любви, одиночестве и смысле жизни, прошла развитие до удивительной привязанности.

## В ролях
| Актёр       | Роль               |
| ----------- | ------------------ |
| Пол Радд    | Элвин              |
| Эмиль Хирш  | Лэнс               |
| Лэнс ЛеГолт | водитель грузовика |
| Джойс Пэйн  | женщина            |

## Производство
Идея создания фильма принадлежит музыкальной группе «Explosions In the Sky», а именно барабанщику Крису Храски, предложившему режиссёру Дэвиду Гордону Грину снять фильм в Парке штата «Бастроп», восстанавливаемом после крупного пожара 2011 года, где Крис выгуливал собаку. По материалам фильма «Так или иначе» 2011 года режиссёра Хафстейдна Гюннара Сигюрдссона, к которому Грин создал сюжет, был написан 65-страничный сценарий, около 30 страниц которого составлял короткий средний полнометражный сценарий — от развития сюжета до быстрого следования к завершению. Гордон Грин сказал, что «у нас действительно не было времени для правильного или традиционного развития. У нас была идея в феврале 2012 года, мы снимали в мае, а звук записывали в июле. Это был необычно плотный график производства». Пол Радд пошутил в интервью «Entertainment Weekly», что «в работе над этим нашел самый большой вызов — пытался задушить своего альфа-самца».
Всё производство фильма держалось в тайне, и только в июне 2012 года было объявлено общественности о завершении работы. Это было сделано по просьбе режиссёра Дэвида Гордона Грина, который хотел вернуться к своим корням — независимым фильмам, после съёмок трёх работ для крупных киностудий. Собственно, сами съёмки начались в мае 2012 года и продолжались в течение 16 дней в парке штата. Из-за своего масштаба в производстве участвовала съёмочная группа из 15 человек. Уже в процессе — на середине съёмок, группа наткнулась на Джойс Пэйн, жительницу этой области, которая вместе с мужем, Маком, потеряла в огне свой дом и всё имущество. Очарованный её словами, Гордон Грин включил её в фильм — «этого не было в сценарии вообще, для нее это было что-то очень реальное, и мы это задокументировали. Кончилось тем, что это решение стало ключевым. Я не мог себе сейчас представить фильм без неё».

## Выход
Премьера фильма состоялась 20 января 2013 года на 29-м кинофестивале «Сандэнс». 13 февраля на 63-м Берлинском международном кинофестивале Дэвид Гордон Грин получил премию «Серебряный медведь» за лучшую режиссуру с формулировкой, что ему «удалось создать произведение, которое является от части лаконичной комедией, философским роуд-муви и источает визуальную поэзию своих ранних независимых фильмов».
В марте фильм был показан на кинофестивале «South by Southwest». В прокат в США фильм вышел 9 августа.

## Критика
Мэтт Золлер Сейц в рецензии на сайте Роджера Эберта, сказал:

«Властелин разметки» представляет собой частичное возвращение к корням сценариста и режиссёра. Первые три фильма Грина — «Джордж Вашингтон», «Все настоящие девушки» и «Отлив» — были изобретательными моделями американского арт-хауса, опираясь в значительной степени на работы Терренса Малика, Вернера Херцога и других режиссёров, хотевших изучить естественную красоту, человеческую психологию и отношения между ними. Тогда Грин взял, казалось бы, странный поворот к комедиям: «Ананасовый экспресс» и «Ваше высочество». Но, как указывает Кристи Лемир в своем профиле о Грине, это не было случаем отказа от режиссёрства, чтобы сделать что-то коммерческое: они представляют два различных аспекта интересов Грина. Одна из многих увлекательных вещей про «Властелин разметки» - это то, как он объединяет эти два вида фильма со сдержанной элегантностью.
Оригинальный текст (англ.)"Prince Avalanche" represents a partial return to roots for its writer and director. Green's first three films—"George Washington," "All the Real Girls" and "Undertow"—were models of American art-house ingenuity, drawing heavily the work of Terrence Malick, Werner Herzog and other filmmakers who like to explore natural beauty, human psychology, and the relationship between them. Then Green took a seemingly bizarre turn into goofball stoner-bro comedies: "Pineapple Express" and "Your Highness." But as Christy Lemire points out in her profile of Green, this wasn't a case of a filmmaker abandoning his gifts to make something commercial: the two modes represented different aspects of Green's interest. One of the many fascinating things about "Prince Avalanche" is how it merges those two types of films with understated grace.

Клаудия Пуиг в «USA Today» заявила:

Этот своеобразный фильм не будет для всех. Время от времени он имеет неестественное ощущение спектакля. В конечном счете, то, что происходит здесь, является маленьким кусочком жизни, изучением бесцельных душ, духа товарищества и оскорблённого эго, что красиво снято и мягко показано в движении.
Оригинальный текст (англ.)This peculiar film won't be for everyone. At times, it has the stagy feeling of a play. Ultimately, what transpires here is a small slice of life, an examination of aimless souls, camaraderie and bruised egos that is beautifully shot and gently moving.

Геннадий Устиян в статье на сайте «Lenta.ru» отмечает, что:
Мало какой зритель дойдет до редкого кинотеатра, готового показать это вызывающе некоммерческое кино с репликами: «Настоящая любовь — как призрак. Все о нем говорят, но никто не видел». Но после фильма невольно мечтаешь о том, чтобы такие дорожные рабочие-философы завелись и у нас. То есть во время просмотра испытываешь не кинематографическое переживание.

## Саундтрек
| Совокупная оценка    | Совокупная оценка |
| Источник             | Оценка            |
| -------------------- | ----------------- |
| Metacritic           | 72/100            |
| Оценки критиков      |                   |
| Источник             | Оценка            |
| Allmusic             | [ 23 ]            |
| Consequence of Sound | [ 24 ]            |

Саундтрек из 15 композиций был записан музыкальной группой «Explosions in the Sky» вместе с Дэвидом Уинго. Как признался гитарист Мутаф Райани, «мы фактически создали саундтрек в моем доме: Дэвид и Дэвид просто спустились на улицу и постучали в мою дверь. Это был настоящий доморощенный способ сделать это».
| №   | Название                                        | Длительность |
| --- | ----------------------------------------------- | ------------ |
| 1.  | «Fires»                                         | 1:29         |
| 2.  | «Theme from «Prince Avalanche»»                 | 2:22         |
| 3.  | «Dear Madison»                                  | 1:47         |
| 4.  | «Passing Time»                                  | 1:51         |
| 5.  | «Rain»                                          | 1:08         |
| 6.  | «Alone Time»                                    | 4:59         |
| 7.  | «Hello, Is This Your House?»                    | 4:10         |
| 8.  | «Can't We Just Listen to the Silence»           | 1:35         |
| 9.  | «Wading»                                        | 1:38         |
| 10. | «Dear Alvin»                                    | 1:21         |
| 11. | «The Lines on the Road that Lead You Back Home» | 2:00         |
| 12. | «An Old Peasant Like Me»                        | 3:47         |
| 13. | «Join Me on My Avalanche»                       | 3:29         |
| 14. | «The Adventures of Alvin and Lance»             | 1:50         |
| 15. | «Send Off»                                      | 4:09         |